# Головная гарнитура
Головна́я гарниту́ра (телефонная гарнитура, гарнитура) — аксессуар систем связи, представляющий собой комбинацию головных телефонов с микрофоном (ларингофоном) и, в отличие от микротелефонной трубки, имеющий элементы крепления к голове или одежде оператора (пользователя), оставляющие его руки свободными. Гарнитура часто обеспечивает защиту слуха от посторонних шумов, позволяет воспринимать информацию и одновременно даёт возможность оперативно обмениваться информацией с собеседником.

телефонистка с гарнитурой 1911 год

лётчик в шлемофоне, 1918 год

Кроме микрофона, телефонов и элементов крепления в состав гарнитуры входят элементы подключения к аппаратуре (кабель с разъёмами или беспроводной приёмопередатчик, обычно Bluetooth, режe DECT), в некоторых случаях дополнительно используется микрофонный усилитель, регулятор громкости или пульт управления радиостанции, виброзвонок и другие устройства; шумозащищённые гарнитуры имеют также наушники, закрывающие ушную раковину от шума.
Идея использования гарнитуры появилась и развилась по мере усовершенствования связи. Телефонисты и радисты использовали гарнитуру с начала XX века.
Уже в Первую мировую танкисты, лётчики, радисты использовали различного вида гарнитуры.
Настоящий расцвет пришёл с распространением мультимедийных компьютеров и разговоров по сотовому телефону.
Гарнитуры используются для профессиональной связи (на мобильных объектах, в спасательных операциях, в спецоперациях при наблюдении и охране), любительской радиосвязи, телефонной связи (стационарной, мобильной и IP-телефонии), а также в мультимедийных целях.

## Классификация по назначению и применению

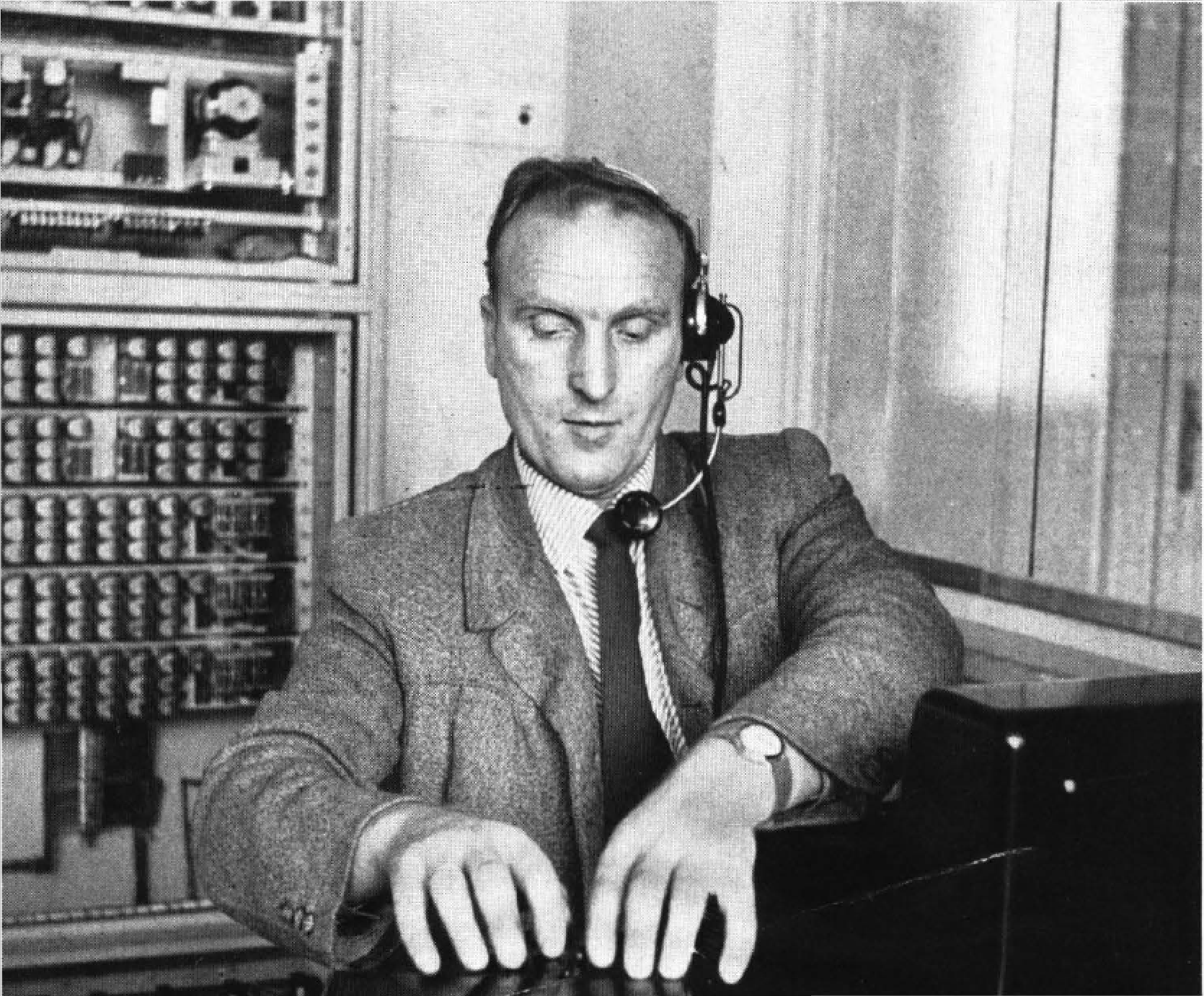
гарнитура на одно ухо, телефонный оператор 1956 год

- Стационарные гарнитуры — профессиональные, офисные и домашние
  - Профессиональные гарнитуры для сотрудников call и контакт-центров. Особенности: повышенная надежность, эргономичный дизайн, рассчитаны на режим работы 24/7. Подключение: проводное (например, Supra Plus, Encore NC), беспроводное DECT (Supra Plus Wireless) или USB подключение (EncorePro USB BNC)
  - Офисные телефонные гарнитуры, подключающиеся непосредственно к телефонному аппарату. Подключение: беспроводное DECT (например, CS70N, CS60/A) или беспроводное Bluetooth (например, Voyager 510s, Voyager Edge)
  - Офисные минителефоны со встроенными гарнитурами (например, T10/A, Practica T100)
  - Bluetooth гарнитуры для приема звонков с нескольких устройств одновременно. Например, Voyager 510s (стационарный телефон + мобильный телефон),  Voyager 510 USB (компьютер + мобильный телефон), Plantronics Savi W730 (стационарный телефон + мобильный телефон + компьютер)
  - Гарнитуры для специальных диспетчерских центров (для авиадиспетчеров)
  - Компьютерные гарнитуры (мультимедийные, игровые, для IP-телефонии и др.). Способ подключения к ПК: проводное аналоговое (например, Audio 310), USB (например, Audio 750), беспроводное DECT (например, Bellringer CS60db), беспроводное Bluetooth (например, Voyager 510 USB).
  - Радиолюбительские гарнитуры, например: BM-10, PRO SET 4, PRO SET PLUS
- Носимые гарнитуры
  - Гарнитуры для мобильных телефонных аппаратов, например: M175, MX250
  - Гарнитуры для носимых радиостанций (обычные), например: CCS6601i, P500, Савокс
  - Скрытноносимые гарнитуры, например: SK-3, SK-5, СА-13, СА-19
  - Студийные гарнитуры
- Гарнитуры, используемые на подвижных объектах
  - Авиационные гарнитуры, например: ГСШ-29Э, Aviation 8103, Aviation 8106, H10-13X, H10-60С
  - Морские гарнитуры, например: H9530, H9540
  - Гарнитуры космической связи, например: ГБШ-5, ГСШ-К-30
  - Танковые гарнитуры — применяются в составе шлемофонов

## Классификации по устройству и характеристикам
- по количеству каналов гарнитуры бывают монофонические — двуухие или одноухие и стереофонические — только двуухие (бинауральные);
- по способу связи с аппаратурой гарнитуры разделяются на проводные и беспроводные, профессиональные гарнитуры также могут дополнительно разделяться на использующие/не использующие специальные адаптеры, разъёмы быстрого отключения, другие устройства повышающие функциональность гарнитуры;
- по способу крепления гарнитуры могут быть с наголовным, заголовным, ушным креплением, для монтажа на защитный шлем или использования в составе шлемофона;
- по шумозащищённости гарнитуры подразделяются на шумонезащищённые, среднезащищённые и с высокой степенью защиты (шумозащищенность головных телефонов и микрофона следует рассматривать отдельно);
- по устройству головных телефонов гарнитуры разделяют на закрытые (головные телефоны имеют высокий мягкий рант по краю - амбушюр, опирающийся на голову вокруг ушной раковины, динамики не касаются ушной раковины), открытые (накладные — головные телефоны снабжённые мягкой подушечкой, прижаты к ушной раковине), вставляемые (телефоны вставляются непосредственно в ушные раковины);
- по устройству (размещению) микрофона гарнитуры разделяют на:
  - гарнитуры со нефиксируемым микрофоном (микрофон крепится на прищепке, булавке, стойке и т. п. — в удобном для пользователя месте: такая компоновка применяется, как правило, для скрытого ношения),
  - гарнитуры с вынесенным микрофоном (микрофон находится на (умеренно-)жёсткой или телескопической штанге, прикреплённой к головному телефону: такая компоновка наиболее употребительна во всех областях применения, обеспечивает наилучшую шумозащищенность и качество звука),
  - гарнитуры со встроенным микрофоном (микрофон размещается в одном из наушников: такая компоновка, характерная, например, для бюджетных моделей «A4Tech», обеспечивает повышенную надежность и срок службы микрофона, но катастрофически ухудшает качество звука и силу сигнала),
  - гарнитуры с механическим звукопроводом — звуковой трубочкой (сам микрофон расположен в одном из наушников, звук от источника поступает по вынесенной (иногда телескопической) полиэтиленовой трубочке, форма тракта и приёмного конца трубочки может обеспечивать усиление сигнала и повышение его селективности по частотам и направлениям: компоновка объединяет достоинства вынесенного и встроенного микрофонов и используется обычно в профессиональных гарнитурах);

Для использования в специальных целях гарнитуры могут классифицироваться по дополнительным признакам, например — взрывобезопасные, герметичные (водостойкие) и другие.

Примеры гарнитур разного назначения
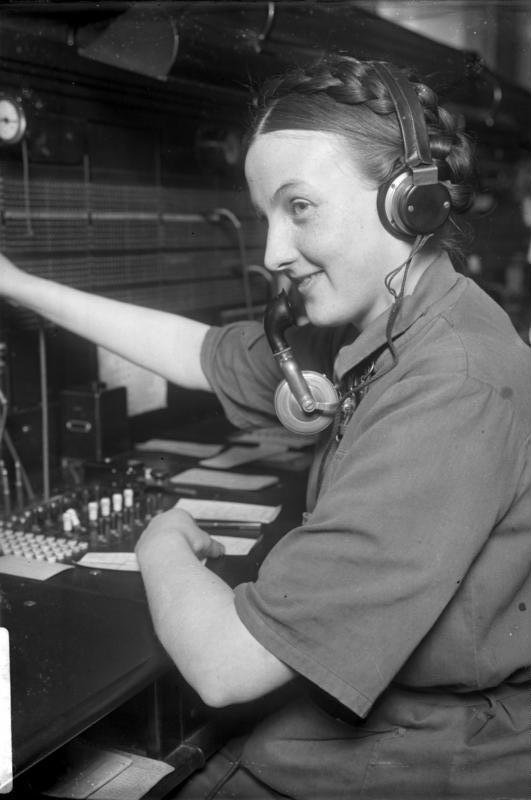
Телефонистка (1930 г.) использует наушники и закреплённый на груди микрофон
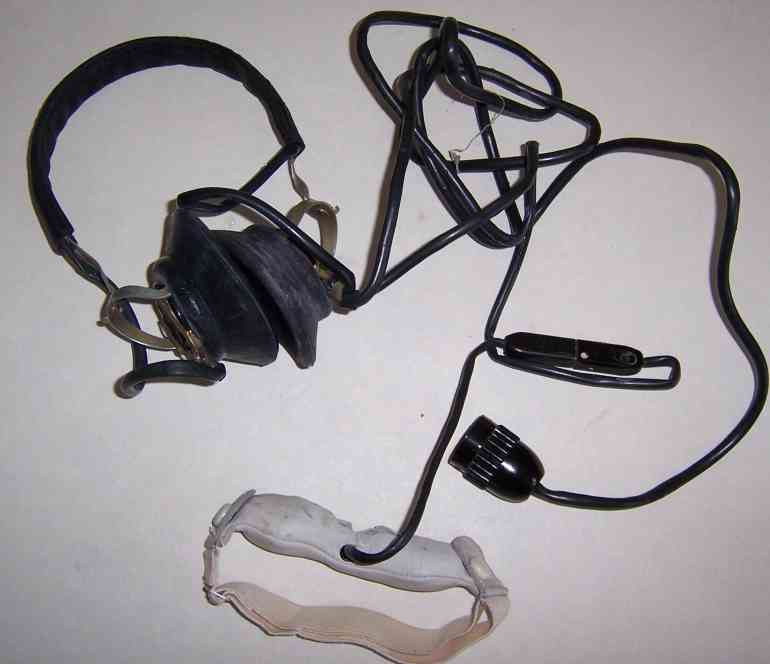
Авиагарнитура АГ-1 (в настоящее время не применяется)
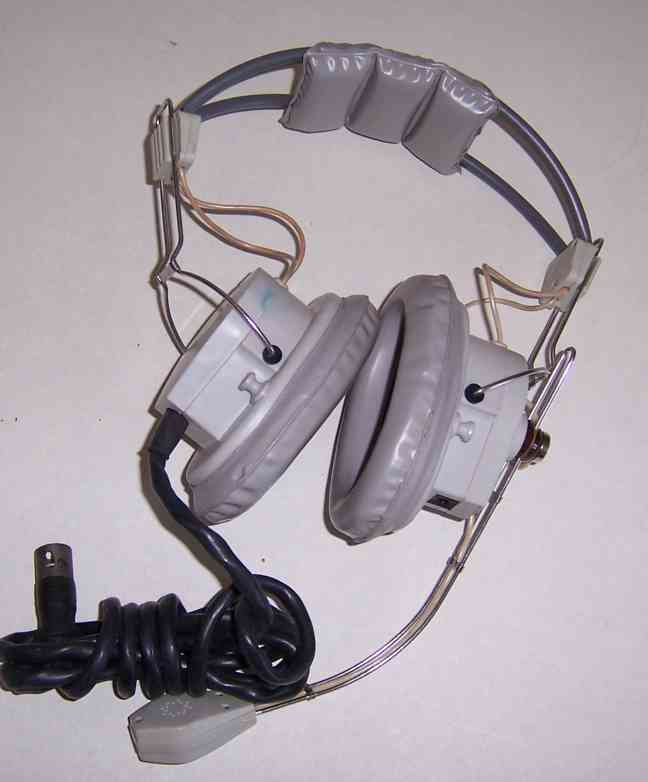
Авиагарнитура ГСШ-А-18
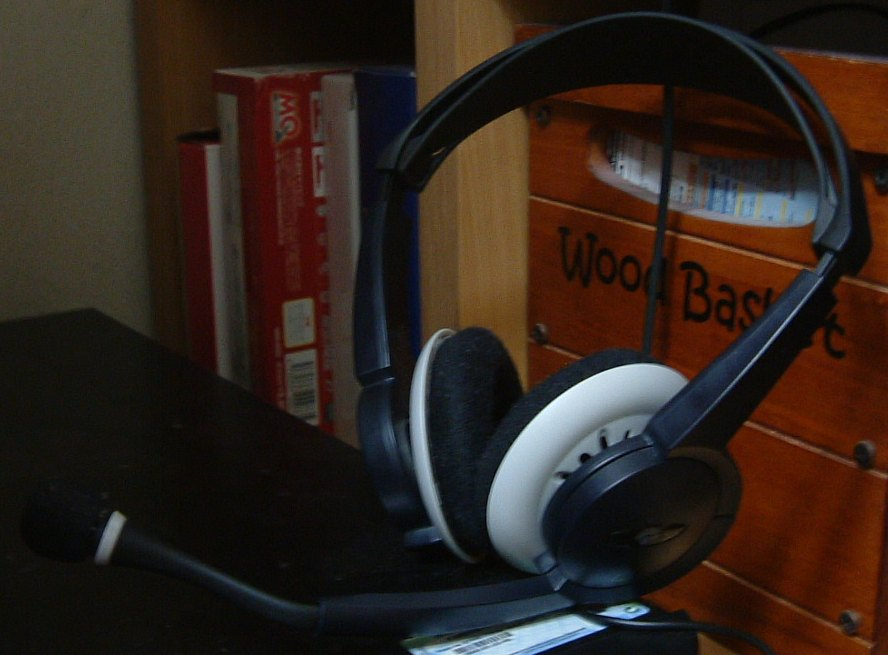
Гарнитура Plantronics Audio90
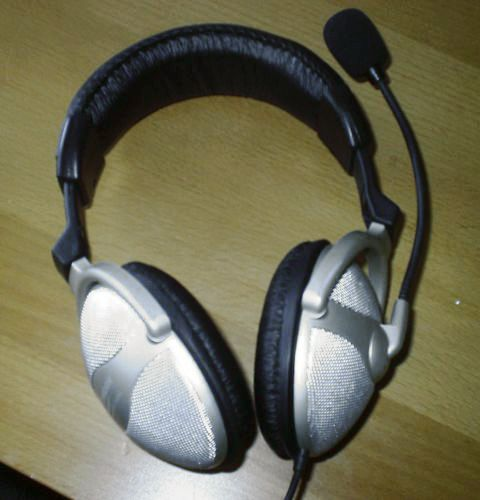
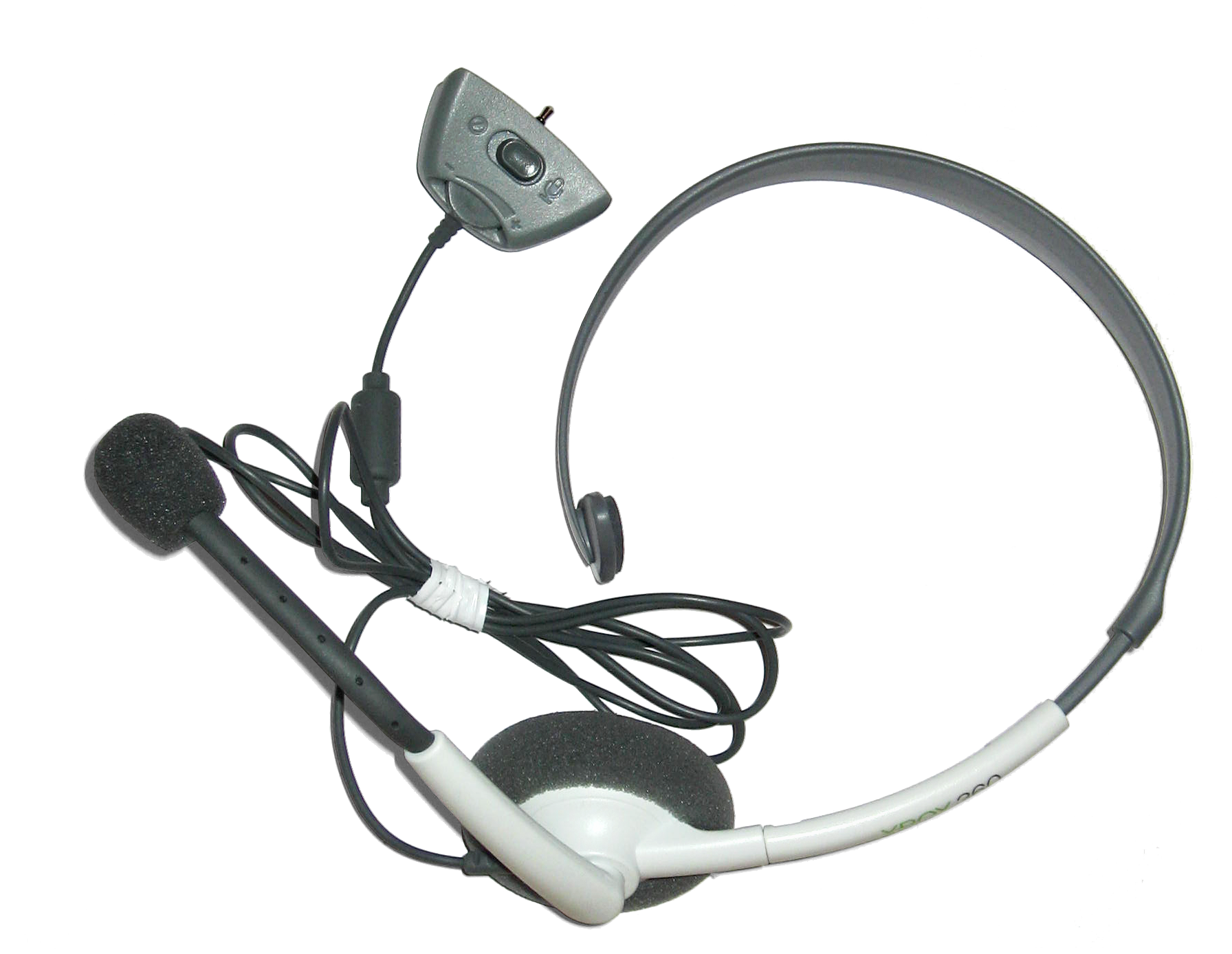
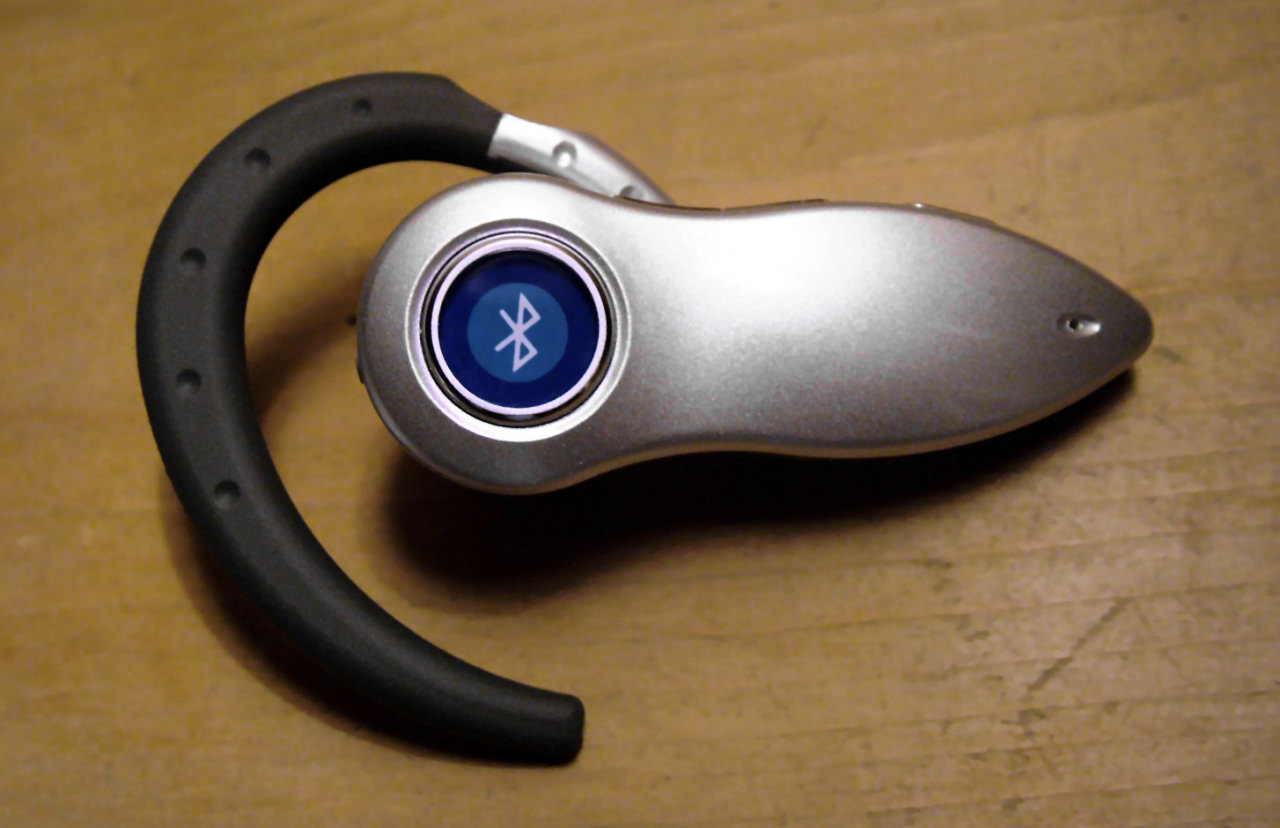
Гарнитура Bluetooth
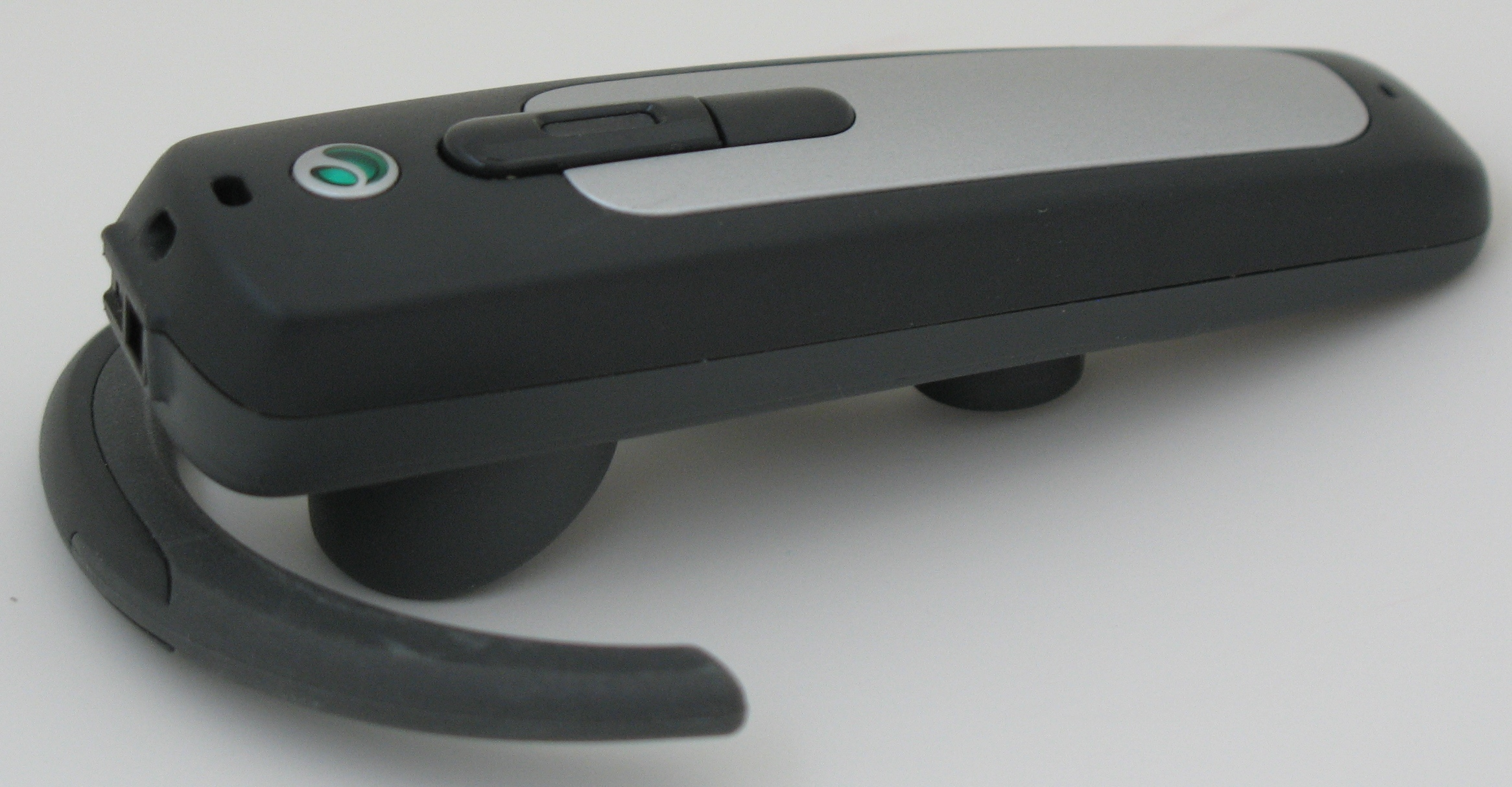
Гарнитура Bluetooth (от Sony Ericsson)
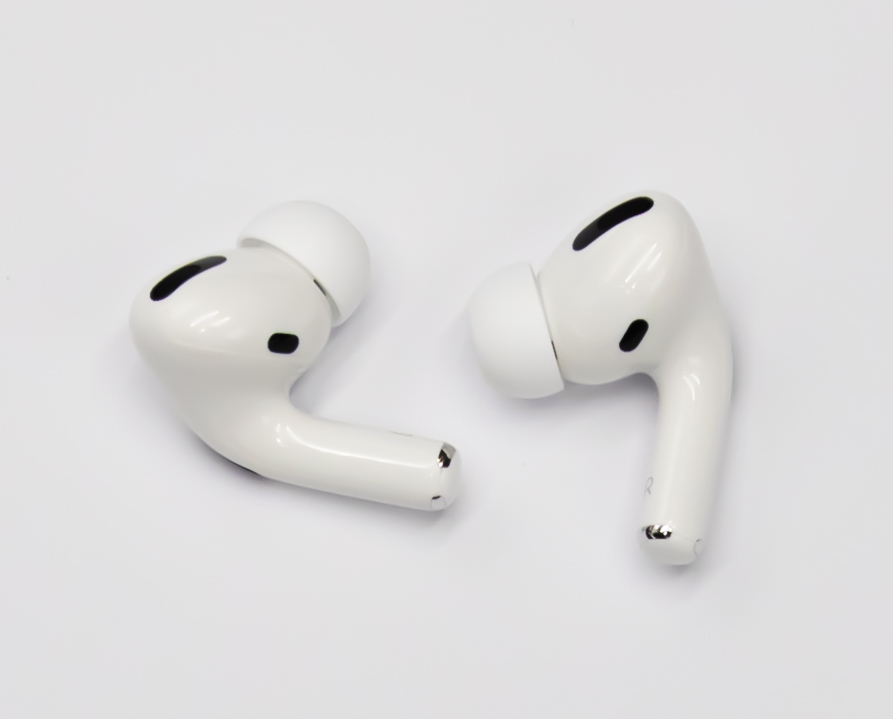
TWS-наушники с микрофоном Airpods версии Pro

## Основные нормируемые характеристики
- Чувствительность и полоса рабочих частот микрофона (ларингофона)
- Чувствительность и полоса рабочих частот телефонов
- Напряжение питания
- Входное сопротивление

## Безопасность применения
Разговор по телефону во время вождения автомобиля приводит к повышенному риску ДТП. Хотя во многих странах из-за запрета разговаривать по мобильному телефону во время вождения рекомендуется в таком случае разговаривать по гарнитуре или через комплект громкоговорящей связи (или же съехать на обочину и только тогда ответить на звонок), однако даже с этими устройствами водитель всё равно отвлекается и риск попасть в аварию повышается вчетверо (по сравнению с теми, кто не говорит по телефону).